# Calephelis muticum
Calephelis muticum is een vlindersoort uit de familie van de prachtvlinders (Riodinidae), onderfamilie Riodininae.
Calephelis muticum werd in 1937 beschreven door McAlpine.